# Scleroptila psilolaema
El francolín etíope o francolín de Etiopía (Scleroptila psilolaema) es una especie de ave galliforme en la familia Phasianidae propia de África oriental.

## Distribución
Se lo encuentra en páramos en las tierras altas de Etiopía, Kenia, y Uganda.

## Taxonomía
Las subespecies en Kenia y Uganda a veces son denominadas francolín de Elgon. Comparado con la subespecie nominada de Etiopía, el francolín de Elgon es más llamativo (más rufo) y no posee las manchas negras en la garganta del etíope, lo que a veces confunde el análisis taxonómico. Si bien la mayoría de las autoridades sostienen que el de Elgon es una subespecie del francolín etíope, también se ha sugerido es una especie (S. elgonensis), una subespecie del francolín de Shelley (S. shelleyi elgonensis), o hasta un híbrido entre el francolín etíope y el francolín alirrojo.